# Довбине
До́вбине — село в Україні, у Бердянському районі Запорізької області. Населення становить 30 осіб. Орган місцевого самоврядування — Берестівська сільська громада.

## Географія
Село Довбине знаходиться на правому березі річки Берда, вище за течією на відстані 4 км розташоване село Сачки, на протилежному березі — село Захарівка (Донецька область).

## Історія
- 1806 — дата заснування.